# 檀臣幸
檀 臣幸（だん ともゆき、1963年8月6日 - 2013年10月10日）は、日本の俳優、声優。大阪府出身。劇団青年座最終所属。

## 略歴
関西学院大学経済学部中退。青年座研究所第11期卒で、1987年4月1日に劇団青年座に入団。
本業は舞台俳優であるが、テレビドラマ、アニメ・外国映画の吹き替えにも多数出演していた。クリスチャン・ベールをはじめ、ベン・スティラーやドン・チードル、エディ・グリフィン、ケヴィン・J・オコナー、チャン・ドンゴンなどの吹き替えを多く担当していた。
2013年10月10日、再発性大動脈解離により東京都新宿区の自宅で死去。50歳没。その直前まで、体調に異変をきたしてはいなかった。その突然の死に対し、多くの共演者やスタッフがTwitterやブログで追悼コメントを残した。通夜と葬儀は最勝寺（東京都新宿区上落合）で行われた。

## 人物
アニメでの初レギュラーでもあった『機動戦士Vガンダム』でクロノクル・アシャー役を演じたが、当初はオデロ・ヘンリーク役でオーディションを受けた。
『仮面ライダーW』では、井坂深紅郎 / ウェザー・ドーパント役を演じ、俳優と声優の両面で出演。同作の第31・32話では妻の魏涼子も有馬鈴子 / ゾーン・ドーパント役でゲスト出演しており、作中では直接出会う場面こそないものの夫婦共々怪人役での出演を果たした。なお、「仮面ライダーシリーズ」は小学校時代に『仮面ライダー』から『仮面ライダーアマゾン』までを熱心に見ていたという。
趣味はグルメ旅。

## 後任
檀の死後、持ち役を引き継いだ人物は以下の通り。
| 後任       | 役名                                    | 概要作品                                 | 後任の初担当作品                                                |
| ---------- | --------------------------------------- | ---------------------------------------- | --------------------------------------------------------------- |
| 小西克幸   | ブランチ                                | 『トリコ』                               | 第129話                                                         |
| 咲野俊介   | イシカワ                                | 『攻殻機動隊 ARISE』                     | border:3Ghost Tears                                             |
| 咲野俊介   | T・J・ヒックス                          | 『デュース・ビガロウ、激安ジゴロ!?』     | 『デュース・ビガロウの旅ジゴロ』                                |
| 倉富亮     | スコット・サマーズ / サイクロップス     | 『X-MEN』シリーズ                        | 『X-MEN:フューチャー&パスト』                                   |
| 桐本拓哉   | ジョン・ポープ                          | 『フォーリング スカイズ』                | シーズン3                                                       |
| 桐本拓哉   | ピーター・クイン                        | 『HOMELAND』                             | シーズン3                                                       |
| 桐本拓哉   | ジェファーソン / 狂った帽子屋           | 『ワンス・アポン・ア・タイム』           | シーズン2                                                       |
| 桐本拓哉   | マシュー・ケラー                        | 『ホワイトカラー』                       | ファイナル・シーズン                                            |
| 桐本拓哉   | ベグビー                                | 『トレインスポッティング』               | 『T2 トレインスポッティング』                                   |
| 堀内賢雄   | ラリー・デイリー                        | 『ナイト ミュージアム』シリーズ          | 『ナイト ミュージアム/エジプト王の秘密』                        |
| 上田燿司   | ブルー                                  | 『新スタートレック』                     | 『スタートレック:ピカード』シーズン1：エピソード6「不可能の箱」 |
| 三木眞一郎 | エミル・ブロンスキー / アボミネーション | 「マーベル・シネマティック・ユニバース」 | 『シー・ハルク:ザ・アトーニー』                                 |
| 及川いぞう | ジェフリー・フリードマン                | 『ビバリーヒルズ・コップ2』テレビ朝日版  | 『ビバリーヒルズ・コップ: アクセル・フォーリー』                |
| 内匠靖明   | クロノクル・アシャー                    | 『機動戦士Vガンダム』                    | 『機動戦士ガンダム U.C. ENGAGE』「クロスオーバーUCE」           |

## 出演（声優）
太字はメインキャラクター。

### テレビアニメ
1993年
- 機動戦士Vガンダム（1993年 - 1994年、クロノクル・アシャー）

1995年
- 怪盗セイント・テール（及川）

1996年
- シンデレラ物語（テロル）
- 名探偵コナン（1996年 - 2013年、若松俊秀、前島哲哉、二垣佳貴、明石寛人、松中義人）

1997年
- EAT-MAN（テーラー）

2000年
- ニャニがニャンだー ニャンダーかめん（2000年 - 2001年、サラキチ、ネズミ仙人、ピッタリさん、八百屋、ツバロー）

2003年
- プラネテス（サーシャ）

2004年
- NARUTO -ナルト-（2004年 - 2006年、干柿鬼鮫、花月風太）
- 魔法少女隊アルス（妖精エクー）
- RAGNAROK THE ANIMATION（ナイト）

2005年
- SoltyRei（ケリー・ジョーンズ）

2006年
- エア・ギア（折原征也）
- 金色のコルダ〜primo passo〜（南楽器店主）

2007年
- 獣神演武 HERO TALES（猛潤）
- NARUTO -ナルト- 疾風伝（干柿鬼鮫）

2010年
- おおきく振りかぶって 〜夏の大会編〜（阿部の父〈阿部隆〉）

2011年
- スイートプリキュア♪（2011年 - 2012年、北条団）

2012年
- NARUTO -ナルト- SD ロック・リーの青春フルパワー忍伝（干柿鬼鮫）

2013年
- 幻影ヲ駆ケル太陽（本田浩二郎）
- ドラえもん（テレビ朝日版第2期）（イタリア人、家具店店主）
- トリコ（ブランチ〈初代〉）

2015年
- 攻殻機動隊ARISE ALTERNATIVE ARCHITECTURE（イシカワ）

### OVA
- 銀河英雄伝説（1994年、エマーソン中佐）
- ノンタンといっしょ 新・おべんきょうシリーズ（1997年、バイキン）

### 劇場アニメ
- ROAD TO NINJA -NARUTO THE MOVIE-（2012年、干柿鬼鮫）
- 攻殻機動隊ARISE -GHOST IN THE SHELL-（2013年、イシカワ[22][23]）
- SHORT PEACE 『武器よさらば』（2013年、ラム[24]）

### ドラマCD
- 絆 〜KIZUNA〜2（古閑）
- Mr.FULLSWING（牛尾御門）
  - Mr.FULLSWING 2
  - Mr.FULLSWING 3

### ゲーム
2013年以降の出演作は生前の収録音声を使用したライブラリー出演。
1996年
- 新スーパーロボット大戦（クロノクル・アシャー）

1999年
- SDガンダム GGENERATION（1999年 - 2025年、クロノクル・アシャー、エルンスト・イェーガー） - 14作品

2000年
- スーパーロボット大戦α（クロノクル・アシャー）

2001年
- スーパーロボット大戦α for Dreamcast（クロノクル・アシャー）

2004年
- NARUTO-ナルト-ナルティメットヒーロー2（干柿鬼鮫）

2005年
- NARUTO -ナルト- うずまき忍伝（干柿鬼鮫）
- NARUTO -ナルト- 激闘忍者大戦!4（干柿鬼鮫）

2006年
- NARUTO -ナルト- 最強忍者大結集4 DS（干柿鬼鮫）
- NARUTO-ナルト-ナルティメットポータブル（干柿鬼鮫）
- 龍が如く2（村井）

2007年
- エースコンバット6 解放への戦火（ウィンドホバー）
- NARUTO -ナルト- 疾風伝 最強忍者大結集5 決戦!“暁”（干柿鬼鮫）
- NARUTO-ナルト-疾風伝 ナルティメットアクセル2（干柿鬼鮫）

2008年
- NARUTO -ナルト- 疾風伝 最強忍者大結集 激突!!ナルトVSサスケ（干柿鬼鮫）
- NARUTO -ナルト- 忍列伝II（干柿鬼鮫）

2009年
- NARUTO-ナルト-疾風伝 ナルティメットアクセル3（干柿鬼鮫）
- NARUTO -ナルト-ナルティメットストーム（干柿鬼鮫）
- NARUTO -ナルト- 疾風伝 忍列伝III（干柿鬼鮫）

2010年
- NARUTO -ナルト-疾風伝　ナルティメットストーム2（干柿鬼鮫）

2012年
- タイムトラベラーズ（御手洗登喜雄）
- NARUTO -ナルト-ナルティメットストームジェネレーション（干柿鬼鮫）

2013年
- 仮面ライダー バトライド・ウォー（ウェザー・ドーパント）
- トリコ アルティメットサバイバル（ブランチ）
- NARUTO -ナルト- 疾風伝 ナルティメットストーム3（干柿鬼鮫）

2014年
- 仮面ライダー サモンライド!（ウェザー・ドーパント）
- NARUTO -ナルト- 疾風伝 ナルティメットストームレボリューション（干柿鬼鮫）

2016年
- 仮面ライダー バトライド・ウォー 創生（ウェザー・ドーパント）
- NARUTO -ナルト- 疾風伝 ナルティメットストーム4（干柿鬼鮫）

2017年
- 仮面ライダーシティウォーズ（ウェザー・ドーパント）
- 龍が如く 極2（村井）

2021年
- スーパーロボット大戦30（クロノクル・アシャー）

2023年
- 機動戦士ガンダム U.C. ENGAGE（クロノクル・アシャー〈初代〉）
- NARUTO X BORUTO ナルティメットストームコネクションズ（干柿鬼鮫）

### 吹き替え

#### 担当俳優
エディ・グリフィン
- アルマゲドン（バイクメッセンジャー）※フジテレビ版
- ダブル・テイク（フレディ・ティファニー）
- デュース・ビガロウ、激安ジゴロ!?（T・J・ヒックス）
- マッド・ファット・ワイフ（ポープ・スイート・ジーザス）

クリスチャン・ベール
- 3時10分、決断のとき（ダン・エヴァンス）
- 戦場からの脱出（ディーター・デングラー中尉）
- ダークナイト トリロジー（ブルース・ウェイン / バットマン）
  - バットマン ビギンズ ※劇場公開版
  - ダークナイト ※ソフト版
  - ダークナイト ライジング

- ターミネーター4（ジョン・コナー）

ケヴィン・J・オコナー
- ザ・グリード（ジョーイ・パントゥーチ）※テレビ朝日版
- デッド・フライト（フランク）
- ハムナプトラ 失われた砂漠の都（ベニー）※ソフト版
- 薔薇の素顔（ケイシー）※テレビ東京版
- ブレインデッド ※テレビ版

ジェームズ・マースデン
- X-MENシリーズ（スコット・サマーズ / サイクロップス）
  - X-メン ※ソフト版
  - X-MEN2 ※劇場公開版
  - X-MEN:ファイナル ディシジョン ※劇場公開版

- 幸せになるための27のドレス（ケヴィン・ドイル）

スティーヴ・ザーン
- アウト・オブ・サイト（グレン・マイケルズ）※ソフト版
- サンキュー、ボーイズ（レイ・ハセック）
- スチュアート・リトル2（モンティ）

チャン・ドンゴン
- アナーキスト（セルゲイ）
- グッドモーニング・プレジデント（チャ・ジウク）
- コースト・ガード（カン・ハンチョル上兵）
- 友へ チング（ハン・ドンス）※ソフト版（関西弁）
- ファースト・キス

ドン・チードル
- オーシャンズシリーズ（バシャー・ター）
  - オーシャンズ11 ※フジテレビ版
  - オーシャンズ12 ※日本テレビ版
  - オーシャンズ13 ※フジテレビ版

- ブルワース（L.D.）
- ボルケーノ（エミット・リース）※ソフト版

ベン・スティラー
- アメリカの災難（メル・コプリン）
- ナイト ミュージアム（ラリー・デイリー）
- ナイト ミュージアム2（ラリー・デイリー）
- フレンズ シーズン3 #22（トミー）
- ペントハウス（ジョシュ・コヴァックス）
- ポリーmy love（ルーベン・フェファー）

ヤンシー・アリアス
- NCIS:LA 〜極秘潜入捜査班（リック・メディーナ少佐）
- CSI:マイアミ2（ラモン・クルーズ）
- ブレード・スクワッド（ブラボー）

ユエン・ブレムナー
- ジャックと天空の巨人（ウィック）
- パール・ハーバー（レッド・ウィンクル）※ソフト版
- ブラックホーク・ダウン（ショーン・ネルソン特技下士官）※テレビ東京版

#### 映画
- アーミクロン
- アイドルとデートする方法（リーヴィー〈マネージャー〉〈ショーン・ヘイズ〉）
- 悪魔の毒々モンスター 新世紀絶叫バトル（テックス、マスターベイター）
- アゲイン/明日への誓い（マイケル〈レオン・カーフェイ〉）※カルチュア・パブリッシャーズ版
- アシッド・ハウス
- アジョシ（キム・チゴン刑事〈キム・テフン〉）
- アドルフの画集（アドルフ・ヒトラー〈ノア・テイラー〉）
- あなたに逢いたくて（マニー）
- アニバーサリーの夜に（ジョー・テリアン〈アラン・カミング〉）
- あのころ僕らは（ロッド）
- あひる大旋風（フレッド・ハインズ）
- アメリカン・ウーマン（キーラン・オドネル〈イアン・ハート〉）
- アルティメット・ディザスター（ゲイリー〈ディラン・ヴォックス〉）
- アルマゲドン2007（ヴィクター〈ダーク・ベネディクト〉）
- アンタッチャブル（スクープ）※ソフト版・テレビ朝日版
- 生きてこそ
- 活きる（福貫〈フークイ〉〈グォ・ヨウ〉）
- 1492 コロンブス（フェルナンド〈ローレン・ディーン〉）※ソフト版
- 1911（ホーマー・リー）
- インクレディブル・ハルク（エミル・ブロンスキー / アボミネーション〈ティム・ロス〉）
- インテンシティ/緊迫（ジム・ウォルツ〈ブレント・ステイト〉）
- イン・ドリームス/殺意の森（ヴィヴィアン・トンプソン〈ロバート・ダウニー・Jr〉）※DVD版
- インフォーマント!（ボブ・ハーンドン捜査官〈ジョエル・マクヘイル〉）
- ヴァイラスX（ローレンス・カーバー〈ジャンカルロ・エスポジート〉）
- ヴァンピレラ（トラックス〈トム・ディーターズ〉）
- ウェールズの山（ジョニー〈イアン・ハート〉）
- ウェイバリー通りのウィザードたち ザ・ムービー（アーチー〈スティーヴ・ヴァレンタイン〉）
- ウォーター・パニック in L.A.（ボディ〈ジェイク・マックスワーシー〉）
- ウルフ ※テレビ朝日版
- エース・ベンチュラ（ヴィニー）
- エイリアン・スナッチャーズ（チャールズ・デヴォン伍長）
- エクスカリバー 聖剣伝説（フリック〈マーティン・ショート〉）
- エグゼクティブ・デシジョン（ベイカー〈ウィップ・ヒューブリー〉）※テレビ朝日版
- エッジ・オブ・ダークネス（スネーク〈クリストファー・アトキンズ〉）
- エディ&マーティンの逃走人生（ビスケット、ジェイク）
- エディット・ピアフ〜愛の讃歌〜（ルイ・ガション〈ジャン＝ポール・ルーヴ〉）
- エニイ・ギブン・サンデー（ウィリー・ビーメン〈ジェイミー・フォックス〉）※ソフト版
- エリア51（ロス〈トーマス・ギブソン〉）
- エリン・ブロコビッチ（スコット）※ソフト版
- エンジェル
- エンド・オブ・バイオレンス（ブライアン〈ピーター・ホートン〉）
- エンド・オブ・ホワイトハウス（デイヴ・フォーブス〈ディラン・マクダーモット〉）
- オー・ブラザー!（デルマー・オドネル〈ティム・ブレイク・ネルソン〉）
- オールド・ドッグ（バリー・テイラー〈マット・ディロン〉）
- 俺たちダンクシューター（ルー・レッドウッド〈ウィル・アーネット〉）
- 俺たちフィギュアスケーター（ストランツ・ヴァン・ウォルテンバーグ〈ウィル・アーネット〉）
- 崖っぷちの男（ネスター〈フェリックス・ソリス（英語版）〉）
- 火山高（学園五人衆・国語教師〈チョ・ソングォン〉）
- カニング・キラー/殺戮の沼（スティーブン〈オーランド・ジョーンズ〉）
- 金城武 スクール・デイズ（バイソン）
- 金城武のピックアップ・アーティスト（バイジ）
- カリートの道 暗黒街の抗争（ハリウッド・ニッキー〈ショーン・コムズ〉）
- 喜劇王（ワン〈チャウ・シンチー〉）
- 寄生獣（マルクス）
- キッドナッパー（ゼロ〈ロマン・デュリス〉）
- 気まぐれな狂気（ウェイン）
- 君のためなら千回でも
- 君への誓い（ジェレミー〈スコット・スピードマン〉）
- 君を見つけた25時（パトリック〈アレックス・フォン〉）
- キャッチ・ミー・イフ・ユー・キャン（トム・フォックス〈フランク・ジョン・ヒューズ〉）
- 救命士（ノエル〈マーク・アンソニー〉）
- 脅迫
- キラー・スナイパー（“キラー” ジョー・クーパー〈マシュー・マコノヒー〉）
- キル・ブル 最強おバカ伝説（タンパ）
- キングコング ※テレビ朝日1998版
- グッド・ウィル・ハンティング/旅立ち（クラーク）
- クライムダウン（ミスター・キッド〈ショーン・ハリス〉）
- グリーン・ゾーン（フレディ〈バリド・アブダラ〉）
- クリフハンガー（エヴァン〈マックス・パーリック〉）※日本テレビ版
- クリムゾン・タイド（ピーター・“ウェップス”・インス大尉〈ヴィゴ・モーテンセン〉）※テレビ朝日版
- クレイジー・ワールド（ビリー・バーン〈マックス・ビーズリー〉）
- ゲット・ラッキー（ラファエル〈T・J・ラミニ〉）
- コーキー・ロマーノ FBI潜入捜査官?（テレンス・ダーネル捜査官〈デイヴ・シェリダン〉）
- ゴージャス（警官〈チャウ・シンチー〉）※ポニーキャニオン版
- ゴースト・ブラザー/天国から来たヒーロー（ジェロード・スミス）
- ゴースト・プリズン（アレン・パイク〈グレッグ・トンプソン〉）
- コード（フランク〈ヴィンセント・ギャロ〉）
- コールド マウンテン（ジュニア〈ジョヴァンニ・リビシ〉）※ソフト版
- 心の指紋（ナバホの青年〈ブライアン・K・フランシス〉）
- ゴッド・ギャンブラー/賭神伝説（コウ・ジョン〈レオン・ライ〉）
- コットンクラブ（サンドマン・ウィリアムズ〈グレゴリー・ハインズ〉）※ソフト版
- コップランド（ジョーイ・ランドーン〈ピーター・バーグ〉）※日本テレビ版
- コン・エアー（ピンボール〈デイヴ・シャペル〉）※テレビ朝日版
- コンゴ（リチャード〈グラント・ヘスロヴ〉）※フジテレビ版
- ザ・インターネット ※テレビ朝日版
- サウンド・オブ・サイレンス（ドレン）※テレビ朝日版
- THE CROW/ザ・クロウ（スパイダー・モンキー）
- サドン・デス（ヒッキー〈マイケル・ガストン〉）※ソフト版
- ザナドゥ（リッチー）
- ザ・バイス 潜入捜査官（ユアキン〈エリック・ドネル〉）
- SURVIVOR/野獣地帯（ゴードン）
- サブウェイ・パニック 1:23PM（ミスター・グレイ〈ドニー・ウォルバーグ〉）
- さよなら、さよならハリウッド
- サンシャイン 2057（ハーヴィー〈トロイ・ギャリティ〉）
- G.I.ジェーン（スロヴニック〈ジム・カヴィーゼル〉）※ソフト版
- J・エドガー（チャールズ・リンドバーグ〈ジョシュ・ルーカス〉）
- 16ブロック（エディ・バンカー〈モス・デフ〉）※ソフト版
- 60セカンズ（ミラーマン〈T・J・クロス〉）※ソフト版、（ファジー〈ボディ・エルフマン〉）※日本テレビ版
- ジャッジ・ドレッド（メイソン・オルメイヤー〈バルサザール・ゲティ〉）※ソフト版
- シャフト（ラサーン〈バスタ・ライムス〉）
- Shall We Dance?（チック〈ボビー・カナヴェイル〉）※ソフト版
- ジャングル・ジョージ（ジョージ〈ブレンダン・フレイザー〉）
- ジャン＝クロード・ヴァン・ダム ザ・コマンダー（フランク・ゲインズ〈ウィリアム・タプリー〉）
- ジャンヌ・ダルク（ドーロン〈デズモンド・ハリントン〉）※ソフト版
- シュリ ※ソフト版
- ショーシャンクの空に（トミー・ウィリアムズ〈ギル・ベローズ〉）※TBS版
- 少林サッカー（魔の手〈チャン・クォックァン〉）※日本公開版
- シルミド（ウォンサン〈オム・テウン〉）※テレビ朝日版
- ジレンマ 秒の追跡（クイン〈C・トーマス・ハウエル〉）
- 白い嵐（ディーン・プレストン〈エリック・マイケル・コール〉）
- 新・三銃士 ニュー・ジェネレーションズ（ジェレミー・ポルトス〈キース・アレン〉）
- シン・レッド・ライン（ベル二等兵〈ベン・チャップリン〉）
- スウィンガーズ（マイク〈ジョン・ファヴロー〉）
- スウォーズマン 剣士列伝（リン〈サミュエル・ホイ〉）
- スズメバチ ※テレビ東京版
- スタークリスタル2（ターキン）
- スターリングラード（エミヒホルツ）
- ストリート・オブ・ファイヤー（バード〈ストーニー・ジャクソン〉）※オンデマンド配信版
- ストリートファイター（T. ホーク〈グレッグ・レインウォーター〉）※ソフト版
- スナッチ（ミッキー・オニール〈ブラッド・ピット〉）※ソフト版
- スノーデイ/学校お休み大作戦（ケン・ウィーヴァー校長）
- スノー・ドッグ（ルパート・ブルックス）
- スピード・レーサー（スネーク・オイラー〈クリスチャン・オリヴァー〉）
- スプライス（クライヴ・ニコリ〈エイドリアン・ブロディ〉）
- スモール・ソルジャーズ（ラリー・ベンソン〈ジェイ・モーア〉）※日本テレビ版
- スリー・キングス（ウォルター・ウォーガマン〈ジェイミー・ケネディ〉）※ソフト版
- スリーピング・ディクショナリー（ジョン・トラスコット〈ヒュー・ダンシー〉）
- スリー・リバーズ（ジェフ・シュルツ、WC） ※フジテレビ版
- スローター/死霊の生贄（カール・スティーヴンス）
- 世界侵略: ロサンゼルス決戦（ケヴィン・ハリス伍長〈ニーヨ〉）
- セレンディピティ（ディーン・カンスキー〈ジェレミー・ピヴェン〉）※機内上映版
- ソフィーの選択（ネイサン〈ケヴィン・クライン〉）※ソフト版
- ダークシティ（ハッスルベック）※ソフト版
- ダーク・ファイター8（チャンドラー）※テレビ東京版
- ダーケストアワー 消滅（スカイラー〈ヨエル・キナマン〉）
- ターミネーター（マット・ブキャナン〈リック・ロソヴィッチ〉）※テレビ東京版
- ターンレフト・ターンライト（ドクター・フー〈エドマンド・チャン〉）
- ダイアリー 第2章 アンナの悦び（アッシェンバック教授）
- ダイアリー 第3章 アンナの戯れ（アッシェンバック教授）
- タイタス（ディミトリアス〈マシュー・リース〉）
- タイタニック2012（ヘイデン・ウォルシュ〈シェーン・ヴァン・ダイク〉）
- ダウンドラフト（ジャック・ブレナー〈ヴィンセント・スパーノ〉）
- TAXi2（アラン〈エドゥアルド・モントート〉）※ソフト版
- タップ・ドッグス（ミッチェル・オクデン〈サム・ワーシントン〉）
- ダレン・シャン
- 団塊ボーイズ（レッド〈ケヴィン・デュランド〉）
- ダンス・レボリューション（マイケル〈デヴィッド・モスコー〉）
- ダンテズ・ピーク（グレッグ〈グラント・ヘスロヴ〉）※テレビ朝日版
- チーター・ガールズ（ジャッカル・ジョンソン）
- チェ 28歳の革命（カミロ・シエンフェゴス〈サンティアゴ・カブレラ〉）
- チェーン・オブ・ファイア（キース・ラング〈ジョン・レグイザモ〉）
- チェイシング・エイミー（フーパーX）
- 地球が静止した日（ジョシュ・マイロン〈C・トーマス・ハウエル〉）
- チャーリーズ・エンジェル（ジェイソン〈マット・ルブランク〉）※ソフト版、（チャド〈トム・グリーン〉）※テレビ朝日版
- チャーリーズ・エンジェル フルスロットル（ジェイソン〈マット・ルブランク〉）※ソフト版
- チャンス!（トンプキンズ〈ジェリコ・イヴァネク〉、ジョニー・ミラー）
- ツイスター（ジョーイ〈ジョーイ・スロトニック〉）※日本テレビ版
- ツイスター2008（ショーン〈ロバート・モロニー〉）
- ディープシャーク（ゴードー）
- ディープ・ライジング コンクエスト（トリー）
- テイカーズ（ジャック・ウェルズ〈マット・ディロン〉）
- ディスクロージャー（ドン・チェリー）※ソフト版
- デイライト（ヴィンセント〈セイジ・スタローン〉）※ソフト版
- デスペラード ※テレビ朝日版
- デトロイト・ロック・シティ（エルヴィス、シンプル・サイモン、強盗）
- デビル（ボーデン刑事〈クリス・メッシーナ〉）
- テラー トレイン（ウィリー〈ギデオン・エメリー〉）
- 天才チンパンジー ジャック/スノーボードは最高!（スタンリー）
- 天使とデート（アルドリッジ）
- デンジャラス・グラウンド（スティーヴン）
- ドーベルマン（マニュ〈ロマン・デュリス〉）
- 逃走迷路（フライ〈ノーマン・ロイド〉）※BD版
- 遠い空の向こうに（ロイ・リー・クック〈ウィリアム・リー・スコット〉）
- 10日間で男を上手にフル方法（セア〈トーマス・レノン〉）
- ドクター・ドリトル2（アライグマのジョーイ）※ソフト版
- ドラゴン危機一発'97（ワイ〈ウォン・ジーワー〉）
- ドラゴン/ブルース・リー物語 ※テレビ朝日版
- ドルフ・ラングレン in ディテンション（チェスター・ラム〈アレックス・カルジス〉）
- トレインスポッティング（ベグビー〈ロバート・カーライル〉）
- ドロップ・ゾーン（セルカーク〈コリン・ネメック〉）※テレビ朝日版
- NARC ナーク（ダーネル・ベリー〈バスタ・ライムス〉）
- ナイルの宝石（タラク）※テレビ朝日版
- 9デイズ（ミッシェル・ペトロフ〈ドラガン・ミカノヴィッチ〉）※フジテレビ版・テレビ朝日版
- 夏休みのレモネード（ジョー・オマリー〈エイダン・クイン〉）
- ニューヨーク セレナーデ（キース・チャールズ〈レッグ・ロジャース〉）
- ネットジャック（チャーリー〈ジョナサン・クイント〉）
- ノー・グッド・シングス（フープ〈ダグ・ハッチソン〉）
- ノー・トゥモロー（デイヴィス〈ジェフ・フェイヒー〉）
- ノッキン・オン・ヘブンズ・ドア（ルディ・ウルリツァー〈ヤン・ヨーゼフ・リーファース〉）
- ノックアラウンド・ガイズ（クリス・スカルパ〈アンドリュー・ダヴォリ〉）
- ノック・オフ（エディ・ウォン〈ワイマン・ウォン〉）※ソフト版
- ハード・キャンディ
- ハートブレイク・リッジ 勝利の戦場（プロファイル〈トム・ヴィラード〉）※テレビ朝日版
- π（ファロック〈アジャイ・ナイデゥ〉）
- バイカーボーイズ（プリモ〈リック・ゴンザレス〉）
- ハイドロスフィア（ウィリー）
- 灰の記憶（ホフマン〈デヴィッド・アークエット〉）
- バウンティ・キッド（モラレス・ピットマン〈アントニオ・バンデラス〉）
- バック・トゥ・ザ・フューチャー PART3（ビュフォードのギャング仲間2）※日本テレビ版
- パッチ・アダムス トゥルー・ストーリー（トルーマン・シフ〈ダニエル・ロンドン〉）
- バッドアウトロー（フアン・コルティナ〈A・マルティネス〉）
- ハドソン・ホーク（アンソニー・マリオ）※フジテレビ版
- バニシング・ヒーロー（パーシング・クイン〈マイケル・パレ〉）※VHS版
- パニック・ルーム（ジュニア〈ジャレッド・レト〉）※ソフト版
- バレット（マーカス・バプティスト〈クリスチャン・スレーター〉）
- ピースメーカー ※TBS版
- ビーチ・シャーク（ジミー・グリーン〈コリン・ネメック〉）
- ビッグ・ダディ（配達人〈ロブ・シュナイダー〉）
- ビッグ・トラブル（アラン・サイツFBI捜査官〈オマー・エップス〉）
- ビッグ・フィッシュ（ノザー・ウィンズロー〈スティーヴ・ブシェミ〉）※ソフト版
- ピッチブラック（ジョンズ〈コール・ハウザー〉）※新ソフト版
- ビバリーヒルズ・コップ2（ジェフリー・フリーマン〈ポール・ライザー〉）※テレビ朝日版
- ヒューマン・トラフィック（モフ〈ダニー・ダイア〉）
- ビロウ（スタンボ〈ジェイソン・フレミング〉）※テレビ東京版
- ブールバード/悪が眠る街（J・ロッド）
- ファーザーズ・デイ（リー〈ジャレッド・ハリス〉）
- ファイブ・エイセス（トッド）
- ファントム・ファイアー（ジェイク〈ニコラス・ブレンドン〉）
- フィクサー（ミスター・ヴェルヌ〈ロバート・プレスコット〉）
- フォートレス2（マーカス・ジャクソン〈アンソニー・C・ホール〉）
- フォロウィング（ビル〈ジェレミー・セオボルド〉）
- 復讐者（オリヴァー・チャドウィック）
- ふたりのパラダイス（セス〈ジャスティン・セロー〉）
- ブライアン・ジョーンズ ストーンズから消えた男（ミック・ジャガー）
- フライトナイト/恐怖の夜（ピーター・ヴィンセント〈デイヴィッド・テナント〉）
- ブラックホール（ホーク〈ポール・マーキュリオ〉）
- プラトーン（ジュニア）※ソフト版
- フランシスコの2人の息子（フランシスコ〈アンジェロ・アントニオ〉）
- フランドル
- プリズン・サバイブ（スノーマン）
- ブリッツ（バリー・ワイス / ブリッツ〈エイダン・ギレン〉）
- ブルー・ストリーク（タリー〈デイヴ・シャペル〉）
- ブレーキ・ダウン（ビリー〈ジャック・ノーズワージー〉）※ソフト版
- ブレイクアウェイ（シム）
- ブレイド3（アシャー・タロス〈カラム・キース・レニー〉）※テレビ東京版
- フレディVSジェイソン（トレイ〈ジェシー・ハッチ〉）※テレビ東京版
- ブローバック（ミック〈ダズ・クロウフォード〉）
- プロフェシー ※テレビ東京版
- ベートーベン（ジョージ・ニュートン〈チャールズ・グローディン〉）※NHK版
- ベートーベン2（ジョージ・ニュートン〈チャールズ・グローディン〉）※NHK版
- ペイバック ※テレビ朝日版
- ベティ・サイズモア（ウェズリー〈クリス・ロック〉）
- ヘドウィグ・アンド・アングリーインチ（ヘドウィグ / ハンセル〈ジョン・キャメロン・ミッチェル〉）
- ヘル・ファイヤー（ディーン・リーザー）
- ヘンゼルとグレーテル（サンドマン〈ホーウィー・マンデル〉）
- ボーダータウン 報道されない殺人者（マルコ・サラマンカ）
- ボーフォート レバノンからの撤退（オシュリ）
- 暴走機関車（デイブ・プリンス〈T・K・カーター〉）※テレビ朝日版
- ホスピタル・アラート（ルド〈フレデリック・ドバン〉）
- ボディガード ※ソフト版
- ボディバッグ 死体袋（パブロ・マカンタシス〈レオナルド・スバラリア〉）
- ボビー（ダリル・ティモンズ〈クリスチャン・スレーター〉）
- ホワイトトラッシュ その日暮らし（ブライアン・ロス〈ジェイソン・ロンドン〉）
- マイケル・コリンズ（チャーリー・ダルトン）
- マイ・ジャイアント（パートロー〈ダン・カステラネタ〉）
- マイ・プライベート・アイダホ（バド〈フリー〉）
- マックスQ
- Mr.&Mrs. スミス（マーティン・コールマン〈クリス・ワイツ〉）※ソフト版
- Mr.3000（スキレット）
- Mr★ディーズ（エミリオ・ロペス〈ジョン・タトゥーロ〉）※標準語版
- ミステリー、アラスカ（ブライアン・“バーディー”・バーンズ〈スコット・グライムス〉）
- ミステリー・ツアー（サム〈エリック・ストルハンスク〉）
- 息子の部屋（トマゾ〈ステファノ・アコルシ〉）
- モッド・スクワッド（ギルバート・オライリー〈ボディ・エルフマン〉）
- モリー（マーク〈D・W・モフェット〉）※機内上映版
- 野獣教師2（ジョーイ・6）
- 山猫は眠らない3 決別の照準（クアン〈バイロン・マン〉）※ソフト版
- 遊星からの物体X ファーストコンタクト（ペーダー）
- 雷神-RAIJIN-（ラザラス〈マイケル・フィリポウィッチ〉）
- ライブラリアン キング・ソロモンの呪文（ジョモ〈ハキーム・ケイ＝カジーム〉）
- 楽園の瑕（洪七〈ジャッキー・チュン〉）
- ラストキス（マイケル〈ザック・ブラフ〉）
- ラストゲーム（スイートネス）
- ラビナス（クリーヴス〈デヴィッド・アークエット〉）
- ラブ・レター（ジョニー・ハウエル〈トム・エヴェレット・スコット〉）
- ランナーランナー（シェイバース捜査官〈アンソニー・マッキー〉）※20世紀フォックス版
- ランボー（クリント・モーガン軍曹）※日本テレビ1999年版
- リプレイスメント・キラー（リカー〈ティル・シュヴァイガー〉）
- リンカーン弁護士（ミック・ハラー〈マシュー・マコノヒー〉）
- ル・ディヴォース/パリに恋して（シャルル・アンリ〈メルヴィル・プポー〉）
- ルトガー・ハウアー 処刑脱獄（ルマール〈ジョン・カスバート〉）※テレビ東京版
- レインメーカー（ドニー・レイ・ブラック〈ジョニー・ホイットワース〉）
- レコニング・デイ（チャールズ・トール）
- レスリー・ニールセンの裸の石を持つ男（ニール・ビューシック）
- レッド・オクトーバーを追え!（ビル・スタイナー〈ティモシー・カーハート〉）※テレビ朝日版
- レッドクリフ Part II -未来への最終決戦-（蔣幹）
- レッドプラネット（チップ・ペテンギル〈サイモン・ベイカー〉）
- レッド・ブロンクス（アンジェロ）※フジテレビ版
- レディ・キラーズ（ガウェイン・マクサム〈マーロン・ウェイアンズ〉）
- ロール・バウンス（ヴィクター）
- ローン・レンジャー（キャプテン・フラー〈バリー・ペッパー〉）
- ロビン・フッド（ジョン王〈オスカー・アイザック〉）
- ロマンスX（ポール〈サガモア・ステヴナン〉）
- ワールド・トレード・センター（クリストファー・アモローソ〈ジョン・バーンサル〉）
- ワイアット・アープ（モーガン・アープ〈リンデン・アシュビー〉）※テレビ東京版
- ワイルド・スピード MAX（マイケル・スタジアック捜査官〈シェー・ウィガム〉）※テレビ朝日版
- 102（イワン〈ベン・クロンプトン〉）

#### ドラマ
- アガサ・クリスティー ミス・マープル ゼロ時間へ（ティッピング警部補）
- アボンリーへの道
- アラン・ドロンの刑事物語（ルベ）
- アリー my Love
- アンフォゲッタブル 完全記憶捜査 #14,#18,#21（ウォルター・モーガン〈ジェームズ・アーバニアク〉）
- ER II 緊急救命室 #7,#8（マクファーランド）
- いばらの鳥（イ・ヨンジョ〈チュ・サンウク〉）
- インディ・ジョーンズ/若き日の大冒険
- VR.5（ダンカン〈マイケル・イーストン〉）
- WITHOUT A TRACE/FBI 失踪者を追え!
  - シーズン2 #9（ジェシー）
  - シーズン3 #3（パーク）
- 宇宙船レッド・ドワーフ号（キル・クレイジー〈ジェイク・ウッド〉）
- X-ファイル
- NCIS:LA 〜極秘潜入捜査班 シーズン1 #22
- F.B.EYE!! 相棒犬リーと女性捜査官スーの感動!事件簿（ハウイー・ファインズ）
- エンジェルス・イン・アメリカ（ルイス・イロンソン〈ベン・シェンクマン〉）
- 王の後宮（憲宗〈ジャン・イー〉）
- OZ/オズ（オーガスタス・ヒル〈ハロルド・ペリノー〉）
- 機甲戦虫紀LEXX（790）
- 絹の疑惑 シルク・ストーキング（クリス・ロレンゾ〈ロブ・エステス〉）※シーズン1、2
- キャッスル 〜ミステリー作家は事件がお好き シーズン2 #20（ハワード・ワイズバーグ〈ダン・コルテス〉）
- 緊急出動!L.A.Fighters（ジャック・マロイ〈ジャロッド・エミック〉）
- クリミナル・マインド FBI行動分析課
  - シーズン1 #6（フィリップ・ダウド〈ティモシー・オマンソン〉）
  - シーズン3 #8,#9（ジェームズ・コルビー・ベイラー / ジェーソン・クラーク・バトル〈ベイリー・チェイス〉）
- クローザー シーズン6 #7（スティーブ・ヘイワード〈トム・ヴェリカ〉）
- 刑事トム・ソーン 声なき目撃者（フィル・ヘンドリックス〈エイダン・ギレン〉）
- 刑事トム・ソーン2 臆病な殺人者（フィル・エンドリックス〈エイダン・ギレン〉）
- 刑事ナッシュ・ブリッジス シーズン2 #13（レイ・ゲイツ〈ルイス・マンディロア〉）
- 刑事マルティン・ベック（クヴァント）
- ザ・クラウン 炎のリベンジャー（ゾルバッハ）
- サブリナ（プール先生〈ポール・フェイグ〉）
- 三国志演義（青年期の司馬昭子上〈李赤充〉）※NHK-BS2版
- 三国志 Three Kingdoms（陸遜）
- CSI:マイアミ（メモ・フィエロ〈ロバート・ラサード〉）
- シークエスト2 #24（ジョゼフ）
- しあわせの処方箋 シーズン3（カメラマン〈アンドリュー・ローゼンバーグ〉）
- ジョーイ シーズン1（トッド）
- 恕の人 -孔子伝-
- 私立探偵ヴァルグ（オルセン）
- 新スーパーマン シーズン4 #12（ジェリー・ホワイト〈アンドレ・ネメック〉）
- 新スタートレック（ブルー）
  - シーズン6 #15（コーリー・ズウェラー）
- スーパーナチュラル（Dr.ゲインズ）
- スティーヴン・キングのザ・スタンド（ニック・アンドロス〈ロブ・ロウ〉）
- スティーヴン・キングのランゴリアーズ（アルバート・カウスナー〈クリストファー・コレット〉）※VHS版
- ソウルメイト（チョンファン）
- ダークエンジェル（ハーバル・ソート〈アリミ・バラード〉）※ソフト版
- 対決スペルバインダー（ザンダー）
- 大風水（イ・ソンゲ〈チ・ジニ〉）
- タイムマシーンにお願い #21
- TOUCH/タッチ（フェリペ〈ルイス・フェレイラ〉）
- 24 -TWENTY FOUR-
  - シーズン1（アレクシス・ドレーゼン〈ミーシャ・コリンズ〉）
  - シーズン4（ジェイソン・ジラルド〈T・J・サイン〉）
- トランスポーター ザ・シリーズ #3（レ・ルー）
- パパにはヒ・ミ・ツ シーズン2 #20（エリック）
- ハンガー/トリロジー（ジェリー・プリチャード〈ダニエル・クレイグ〉）
- 犯罪捜査官ネイビーファイル #9（アンダーソン）
- バンド・オブ・ブラザース（ビル・ガルニア軍曹〈フランク・ジョン・ヒューズ〉）
- ビバリーヒルズ青春白書（マット・ダーニング）
  - 新ビバリーヒルズ青春白書（ヴォーン）
- 101回目のプロポーズ（チェン・ズージュン〈ホワン・ジィウェイ〉）
- フォーリング スカイズ（ジョン・ポープ〈コリン・カニンガム〉）※シーズン2まで
- ふたりは最高!ダーマ&グレッグ
  - シーズン1 #9（ガーソン捜査官〈ラファエル・スバージ〉）
  - シーズン2 #22（若き日のラリー）
  - シーズン4 #7（ロジャー〈スティーヴ・ヴァレンタイン〉）、#12（ニック）
- THE BRIDGE/ブリッジ（ステファン・リンドベリィ）
- ベイウォッチ #55（ハリス）
- ボードウォーク・エンパイア2 欲望の街
- HOMELAND（ピーター・クイン〈ルパート・フレンド〉）※シーズン2
- BONES シーズン5 #15（エディ〈ジェームズ・マディオ〉）
- ホワイトカラー（マシュー・ケラー〈ロス・マッコール〉）※シーズン3まで
- MAD MEN（アダム・ホイットマン〈ジェイ・ポールソン〉）
- ミス・マープル 魔術の殺人（エドガー・ローソン）
- ミディアム5 霊能者アリソン・デュボア #17（クリストファー・サイプス〈バルサザール・ゲティ〉）
- ミルドレッド・ピアース 幸せの代償（モンティ・ベラゴン〈ガイ・ピアース〉）
- モビー・ディック（フラスク）
- ユーリカ 〜事件です!カーター保安官〜 シーズン4
- 楊家将（潘豹）
- ライ・トゥ・ミー 嘘は真実を語る シーズン1 #2（ラッセル・スコット二等軍曹〈デイヴィッド・アンダース〉）
- リゾーリ&アイルズ2 #12（デヴィッド・ポーク）
- LAW&ORDER:クリミナル・インテント（ジェリー・ライアン〈マイケル・エマーソン〉）
- ロイヤル・スキャンダル 〜エリザベス女王の苦悩〜
- 私はラブ・リーガル2 #11（AJ・ファウラー〈マット・レッシャー〉）
- ワンス・アポン・ア・タイム（ジェファーソン / 狂った帽子屋〈セバスチャン・スタン〉）※シーズン1

#### アニメ
- カーズ（ハーブ）
- ガーディアンズ 伝説の勇者たち（バニー）
- カールじいさんの空飛ぶ家（ベータ）
  - ダグの特別な1日
- ブラザー・ベア（ラット）
  - ブラザー・ベア2
- モンスターズ・インク（チャーリー）
- ライオンキングのティモンとプンバァ（イーノス）

#### テレビ番組
- プロジェクト・ランウェイ3（ジェフリー・セベリア）

## 出演（俳優）

### テレビドラマ
- アリエスの乙女たち 第11話（1987年6月24日） - 結城司の同僚土木作業員
- ベイシティ刑事 第22話「時効 それぞれの10年」（1988年3月9日）
- 盲人探偵・松永礼太郎 第6作「狙撃」（1996年2月27日）
- 大河ドラマ
  - 徳川慶喜（1998年） - 護衛の侍
  - 武蔵 MUSASHI（2003年） - 雉子郎
  - 風林火山（2007年1月7日 - 12月16日） - 石黒五郎兵衛
- 発見! 周恩来の東京滞在日記 隣人の肖像（1999年10月3日） - 保田
- 税務調査官・窓際太郎の事件簿 第4作「相続税が安くなる方法教えます 資産家殺しの狙いは膨大な遺産!?」（2000年2月28日） - 若林義雄（青年期）
- 伝説の教師 第8話（2000年6月3日） - 森下医師
- 金田一耕助シリーズ 水神村伝説殺人事件（2002年4月29日） - 本位田大助 / 秋月伍一
- 臨床心理士第6作「虐待イジメ過食症 保健室の友情と無邪気な自殺ごっこが招いた12年前の正当防衛」（2002年7月16日）
- ウルトラQ dark fantasy 第7話「綺亞羅」（2004年5月18日） - 警備員
- ほんとにあった怖い話「のびる髪」（2005年2月28日） - 木下修一
- 八州廻り桑山十兵衛〜捕物控ぶらり旅 最終回（2007年7月10日）
- 相棒Season7 第11話 「越境捜査」（2009年1月14日） - 神奈川県警 森岡刑事
- つばさ（2009年3月30日 - 9月26日） - 倉田
- 必殺仕事人2009 第13話「給付金VS新仕事人」（2009年4月24日） - 熊五郎
- 仮面ライダーW 第23話 - 第36話・第43話（2010年2月21日 - 5月23日・7月18日） - 井坂深紅郎
- 黄金の豚-会計検査庁 特別調査課- 最終回「国家予算乗っ取り!? 最終敵総理と決戦!」（2010年12月15日）
- 愛・命 〜新宿歌舞伎町駆け込み寺〜（2011年12月17日）
- アナザーフェイス〜刑事総務課・大友鉄〜2（2013年4月20日）

### 映画
- まあだだよ（1993年4月17日）
- 籠女（2000年8月25日）
- 母べえ（2008年1月26日）

### Webドラマ
- ネット版 仮面ライダーW FOREVER AtoZで爆笑26連発（2010年） - 井坂深紅郎

### 舞台
- 美しきものの伝説（2002年） - クロポトキン
- フユヒコ（2002年 - 2003年） - 寺田康一
- 深川安楽亭（2004年 - 2007年） - 富次郎
- 胎内（2004年）
- 越路吹雪物語（2005年）
- 千ちゃんが行く
- 東京原子核クラブ（2006年） - 谷川清彦
- 紫式部ものがたり（2006年）
- 千里眼の女（2009年）
- カエサル -「ローマ人の物語」より-（2010年） - ティトゥス・ラビエヌス
- 太陽に灼かれて（2011年）

### CM
- NEC
- 紗々 真夏の決闘篇（2001年、ロッテ）
- 東芝